# Tromsø Idrettslag 2019
Questa voce raccoglie le informazioni riguardanti il Tromsø Idrettslag nelle competizioni ufficiali della stagione 2019.

## Stagione
Il Tromsø ha chiuso la stagione al 15º posto finale, retrocedendo pertanto in 1. divisjon. L'avventura nel Norgesmesterskapet si è chiusa invece al terzo turno, con l'eliminazione subita per mano del Kongsvinger.
I calciatori più utilizzati in stagione sono stati Morten Gamst Pedersen ed Onni Valakari, entrambi a quota 32 presenze tra campionato e coppa. Lo stesso Valakari è stato anche il miglior marcatore stagionale, con 7 reti realizzate.

## Maglie e sponsor
Lo sponsor tecnico per la stagione 2019 è stato Select, mentre lo sponsor ufficiale è stato SpareBank 1. La divisa casalinga era costituita da una maglietta rossa con strisce bianche, pantaloncini e calzettoni bianchi. Quella da trasferta era invece costituita da completo totalmente blu, con inserti bianchi.
| Casa | Trasferta |

## Rosa
| N. |                       | Ruolo | Calciatore               |
| -- | --------------------- | ----- | ------------------------ |
| 1  | Norvegia (bandiera)   | P     | Gudmund Kongshavn        |
| 2  | Russia (bandiera)     | D     | Artëm Sokol              |
| 3  | Norvegia (bandiera)   | C     | Kent-Are Antonsen        |
| 5  | Norvegia (bandiera)   | D     | Anders Jenssen           |
| 6  | Finlandia (bandiera)  | D     | Juha Pirinen             |
| 7  | Norvegia (bandiera)   | C     | Morten Gamst Pedersen    |
| 8  | Danimarca (bandiera)  | C     | Oliver Kjærgaard         |
| 9  | Costa Rica (bandiera) | A     | Brayan Rojas             |
| 10 | Norvegia (bandiera)   | A     | Mikael Ingebrigtsen      |
| 11 | Finlandia (bandiera)  | A     | Robert Taylor            |
| 14 | Norvegia (bandiera)   | C     | August Mikkelsen         |
| 15 | Norvegia (bandiera)   | C     | Magnus Andersen          |
| 16 | Norvegia (bandiera)   | A     | Sigurd Grønli            |
| 17 | Norvegia (bandiera)   | C     | Daniel Berntsen          |
| 18 | Finlandia (bandiera)  | C     | Onni Valakari            |
| 19 | Norvegia (bandiera)   | D     | Marcus Holmgren Pedersen |

| N. |                        | Ruolo | Calciatore            |
| -- | ---------------------- | ----- | --------------------- |
| 20 | Inghilterra (bandiera) | C     | Aidan Barlow          |
| 22 | Norvegia (bandiera)    | D     | Simen Wangberg        |
| 23 | Svezia (bandiera)      | C     | Eric Smith            |
| 25 | Norvegia (bandiera)    | C     | Lasse Nilsen          |
| 26 | Norvegia (bandiera)    | D     | Jostein Gundersen     |
| 28 | Norvegia (bandiera)    | P     | Jacob Karlstrøm       |
| 30 | Norvegia (bandiera)    | A     | Runar Espejord        |
| 31 | Norvegia (bandiera)    | P     | Erlend Jacobsen       |
| 32 | Norvegia (bandiera)    | D     | Runar Johansen        |
| 33 | Norvegia (bandiera)    | C     | Endre Borch Nash      |
| 34 | Norvegia (bandiera)    | C     | Tomas Stabell         |
| 35 | Norvegia (bandiera)    | A     | Peter Bjerke          |
| 36 | Norvegia (bandiera)    | A     | Bryan Solhaug Fiabema |
| 42 | Norvegia (bandiera)    | A     | Mushaga Bakenga       |
| 77 | Norvegia (bandiera)    | A     | Fitim Azemi           |

## Calciomercato

### Sessione invernale(dal 09/01 al 01/04)
| Arrivi           | Arrivi           | Arrivi       | Arrivi        |
| R.               | Nome             | da           | Modalità      |
| ---------------- | ---------------- | ------------ | ------------- |
| D                | Anders Jenssen   |              | svincolato    |
| D                | Juha Pirinen     |              | svincolato    |
| D                | Artëm Sokol      | Arsenal Tula | prestito      |
| C                | Oliver Kjærgaard | Nest-Sotra   | fine prestito |
| C                | August Mikkelsen | Tromsdalen   | fine prestito |
| A                | Brayan Rojas     | Carmelita    | prestito      |
| Altre operazioni |                  |              |               |
| R.               | Nome             | da           | Modalità      |
| D                | Mehdi Dioury     | Tromsdalen   | fine prestito |
| A                | Henrik Johnsgård | Senja        | fine prestito |
| A                | Slobodan Vuk     | Domžale      | fine prestito |

| Partenze | Partenze              | Partenze   | Partenze   |
| R.       | Nome                  | a          | Modalità   |
| -------- | --------------------- | ---------- | ---------- |
| D        | Henrik Åsali Hanssen  | Tromsdalen | definitivo |
| D        | Mehdi Dioury          |            | svincolato |
| D        | Tom Høgli             |            | ritiro     |
| D        | Hans Norbye           |            | svincolato |
| D        | Magnar Ødegaard       |            | svincolato |
| C        | Gjermund Åsen         | Rosenborg  | definitivo |
| C        | Brage Berg Pedersen   | Alta       | prestito   |
| C        | Christian Landu Landu |            | svincolato |
| C        | Gustav Severinsen     | Alta       | prestito   |
| A        | Henrik Johnsgård      | Senja      | prestito   |
| A        | Slobodan Vuk          | Domžale    | definitivo |

### Sessione estiva(dal 01/08 al 31/08)
| Arrivi | Arrivi       | Arrivi         | Arrivi   |
| R.     | Nome         | da             | Modalità |
| ------ | ------------ | -------------- | -------- |
| C      | Aidan Barlow | Manchester Utd | prestito |
| C      | Eric Smith   | Gent           | prestito |
| A      | Fitim Azemi  | Vålerenga      | prestito |

| Partenze | Partenze        | Partenze | Partenze |
| R.       | Nome            | a        | Modalità |
| -------- | --------------- | -------- | -------- |
| A        | Mushaga Bakenga | Ranheim  | prestito |

## Risultati

### Eliteserien

#### Girone di andata
| Arbitro: | Kjensli (Oslo) |

|           |           |                               |
| López 19’ | Marcatori | 69’ Ingebrigtsen 90’ Valakari |

| Arbitro: | Hagenes (Flaktveit) |

|  |           |                    |
|  | Marcatori | 8’, 90’ Thorstvedt |

| Arbitro: | Moen (Haugesund) |

|                                                   |           |                          |
| Finne 13’ Wangberg 30’ (aut.) Ejuke 60’ Shala 75’ | Marcatori | 71’ (aut.) Lædre Bjørdal |

| Arbitro: | Eskås (Oslo) |

|                      |           |                 |
| Brochmann 11’ (rig.) | Marcatori | 54’ O. Valakari |

| Arbitro: | Skjerven (Kaupanger) |

|              |           |                                 |
| Espejord 66’ | Marcatori | 52’ Løkberg 71’ (rig.) Wormgoor |

| Arbitro: | Hagenes (Flaktveit) |

|           |           |  |
| Olsen 90’ | Marcatori |  |

| Arbitro: | Hafsås (Trondheim) |

|              |           |                         |
| Espejord 41’ | Marcatori | 75’ Kitolano 84’ Børven |

| Arbitro: | Hobber Nilsen (Oslo) |

|            |           |                              |
| Pirinen 9’ | Marcatori | 69’ (rig.) Layouni 90’ Evjen |

| Arbitro: | Kjensli (Oslo) |

|                                    |           |              |
| Sylla 25’ Ovenstad 48’ J. Hove 90’ | Marcatori | 23’ Antonsen |

| Arbitro: | Døvle (Larvik) |

|                        |           |                |
| Andersen 1’ Taylor 47’ | Marcatori | 90’ Gabrielsen |

| Arbitro: | Moen (Haugesund) |

|  |           |            |
|  | Marcatori | 76’ Taylor |

| Arbitro: | Skjerven (Kaupanger) |

|              |           |  |
| Wangberg 65’ | Marcatori |  |

| Arbitro: | Eskås (Oslo) |

|                                                              |           |  |
| Salquist 15’ Melgalvis 23’ Gustavsson 65’ Ødemarksbakken 78’ | Marcatori |  |

| Arbitro: | Hagenes (Flaktveit) |

|                           |           |  |
| Andersen 18’ Valakari 54’ | Marcatori |  |

| Arbitro: | Kjensli (Oslo) |

|                                                            |           |            |
| Koné 31’, 86’ Hansen 39’ Karlstrøm 45’ (aut.) Kallevåg 63’ | Marcatori | 37’ Taylor |

#### Girone di ritorno
| Arbitro: | Hafsås (Trondheim) |

|                           |           |                        |
| O. Valakari 38’ Azemi 51’ | Marcatori | 55’ Gauseth 68’ Liseth |

| Arbitro: | Hansen (Feda) |

|                                            |           |                               |
| Botheim 11’, 43’, 64’ Valsvik 20’ Åsen 79’ | Marcatori | 44’ Taylor 66’ Gamst Pedersen |

| Arbitro: | Saggi (Drammen) |

|              |           |                     |
| Wangberg 79’ | Marcatori | 11’ (rig.) Smárason |

| Arbitro: | Skjerven (Kaupanger) |

|                       |           |                                               |
| Bamba 22’ Karadas 89’ | Marcatori | 39’ (aut.) Wormgoor 66’ O. Valakari 76’ Azemi |

| Arbitro: | Døvle (Larvik) |

|                     |           |                           |
| Azemi 7’ Barlow 46’ | Marcatori | 58’ Krygård 70’ Grindheim |

| Arbitro: | Smehus Kringstad |

|                                 |           |  |
| James 45’ Bolly 68’ Hussain 84’ | Marcatori |  |

| Arbitro: | Steen (Bergen) |

|  |           |              |
|  | Marcatori | 86’ Maigaard |

| Arbitro: | Eskås (Oslo) |

|                                                    |           |  |
| Zinckernagel 2’, 64’ Evjen 23’ Leikvoll Moberg 60’ | Marcatori |  |

| Arbitro: | Hobber Nilsen (Oslo) |

|                                                   |           |  |
| Azemi 4’, 25’ Nilsen 38’ Jenssen 48’ Espejord 76’ | Marcatori |  |

| Arbitro: | Saggi (Drammen) |

|                                |           |               |
| Friðjónsson 26’ Torsteinbø 89’ | Marcatori | 90’ Gundersen |

| Arbitro: | Hagenes (Flaktveit) |

|                                                    |           |                                  |
| Pirinen 23’ Valakari 44’ Andersen 49’ Espejord 55’ | Marcatori | 45’ Foosnæs 67’ (aut.) Gundersen |

| Arbitro: | Eskås (Oslo) |

|                                          |           |                         |
| Zachariassen 30’ Utvik 51’ Halvorsen 53’ | Marcatori | 13’ Valakari 86’ Barlow |

| Tromsø 10 novembre 2019, ore 18:00 28ª giornata | Tromsø             | 0 – 0 referto | Vålerenga | Alfheim Stadion (2.575 spett.)\| Arbitro: \| Hafsås (Trondheim) \| |
| Arbitro:                                        | Hafsås (Trondheim) |               |           |                                                                    |

| Arbitro: | Eskås (Oslo) |

|                              |           |              |
| Børven 43’ Oldrup Jensen 61’ | Marcatori | 80’ Andersen |

| Arbitro: | Hansen (Feda) |

|              |           |               |
| Espejord 47’ | Marcatori | 39’ Edvardsen |

### Norgesmesterskapet
| Arbitro: | Kellerhals |

|              |           |                                                                                              |
| Stavseth 16’ | Marcatori | 5’ Nilsen 13’ (aut.) Rushfeldt 16’ Rojas 18’, 23’, 30’ Kjærgaard 34’ Grønli 53’ Ingebrigtsen |

| Arbitro: | al Hatam |

|             |           |                         |
| Karlsen 20’ | Marcatori | 57’ Rojas 76’ Mikkelsen |

| Arbitro: | Lien |

|           |           |  |
| Güven 53’ | Marcatori |  |

## Statistiche

### Statistiche di squadra
| Competizione       | Punti | In casa | In casa | In casa | In casa | In casa | In casa | In trasferta | In trasferta | In trasferta | In trasferta | In trasferta | In trasferta | Totale | Totale | Totale | Totale | Totale | Totale | DR  |
| Competizione       | Punti | G       | V       | N       | P       | Gf      | Gs      | G            | V            | N            | P            | Gf           | Gs           | G      | V      | N      | P      | Gf     | Gs     | DR  |
| ------------------ | ----- | ------- | ------- | ------- | ------- | ------- | ------- | ------------ | ------------ | ------------ | ------------ | ------------ | ------------ | ------ | ------ | ------ | ------ | ------ | ------ | --- |
| Eliteserien        | 30    | 15      | 5       | 5       | 5       | 23      | 18      | 15           | 3            | 1            | 11           | 16           | 40           | 30     | 8      | 6      | 16     | 39     | 58     | -19 |
| Norgesmesterskapet | -     | 0       | 0       | 0       | 0       | 0       | 0       | 3            | 2            | 0            | 1            | 10           | 3            | 3      | 2      | 0      | 1      | 10     | 3      | +7  |
| Totale             | -     | 15      | 5       | 5       | 5       | 23      | 18      | 18           | 5            | 1            | 12           | 26           | 43           | 33     | 10     | 6      | 17     | 49     | 61     | -12 |

### Andamento in campionato
| Giornata  | 1 | 2 | 3  | 4  | 5  | 6  | 7  | 8  | 9  | 10 | 11 | 12 | 13 | 14 | 15 | 16 | 17 | 18 | 19 | 20 | 21 | 22 | 23 | 24 | 25 | 26 | 27 | 28 | 29 | 30 |
| --------- | - | - | -- | -- | -- | -- | -- | -- | -- | -- | -- | -- | -- | -- | -- | -- | -- | -- | -- | -- | -- | -- | -- | -- | -- | -- | -- | -- | -- | -- |
| Luogo     | T | C | T  | C  | C  | T  | C  | T  | T  | C  | T  | C  | T  | C  | T  | C  | T  | C  | T  | C  | T  | C  | T  | C  | T  | C  | T  | C  | T  | C  |
| Risultato | V | P | P  | N  | P  | P  | P  | P  | P  | V  | V  | V  | P  | V  | P  | N  | P  | N  | V  | N  | P  | P  | P  | V  | P  | V  | P  | N  | P  | N  |
| Posizione | 6 | 9 | 13 | 12 | 15 | 16 | 16 | 16 | 16 | 16 | 14 | 11 | 12 | 10 | 13 | 13 | 14 | 14 | 11 | 12 | 12 | 13 | 13 | 12 | 12 | 12 | 13 | 12 | 14 | 15 |

Fonte:  Eliteserien 2019, su altomfotball.no, Altomfotball. URL consultato il 18 marzo 2021 (archiviato dall'url originale il 10 aprile 2021).
Legenda:

Luogo: C = Casa; T = Trasferta. Risultato: V = Vittoria; N = Pareggio; P = Sconfitta.

### Statistiche dei giocatori
| Giocatore            | Eliteserien | Eliteserien | Eliteserien | Eliteserien | Norgesmesterskapet | Norgesmesterskapet | Norgesmesterskapet | Norgesmesterskapet | Coppe europee | Coppe europee | Coppe europee | Coppe europee | Altre coppe | Altre coppe | Altre coppe | Altre coppe | Totale   | Totale | Totale      | Totale     |
| Giocatore            | Presenze    | Reti        | Ammonizioni | Espulsioni  | Presenze           | Reti               | Ammonizioni        | Espulsioni         | Presenze      | Reti          | Ammonizioni   | Espulsioni    | Presenze    | Reti        | Ammonizioni | Espulsioni  | Presenze | Reti   | Ammonizioni | Espulsioni |
| -------------------- | ----------- | ----------- | ----------- | ----------- | ------------------ | ------------------ | ------------------ | ------------------ | ------------- | ------------- | ------------- | ------------- | ----------- | ----------- | ----------- | ----------- | -------- | ------ | ----------- | ---------- |
| M. Andersen          | 24          | 4           | 1           | 0           | 2                  | 0                  | 0                  | 0                  |               |               |               |               |             |             |             |             | 26       | 4      | 1           | 0          |
| K. Antonsen          | 27          | 1           | 6           | 0           | 1                  | 0                  | 1                  | 0                  |               |               |               |               |             |             |             |             | 28       | 1      | 7           | 0          |
| F. Azemi             | 12          | 5           | 0           | 0           | -                  | -                  | -                  | -                  |               |               |               |               |             |             |             |             | 12       | 5      | 0           | 0          |
| M. Bakenga           | 8           | 0           | 1           | 0           | 1                  | 0                  | 0                  | 0                  |               |               |               |               |             |             |             |             | 9        | 0      | 1           | 0          |
| A. Barlow            | 7           | 2           | 1           | 0           | -                  | -                  | -                  | -                  |               |               |               |               |             |             |             |             | 7        | 2      | 1           | 0          |
| D. Berntsen          | 21          | 0           | 2           | 0           | 1                  | 0                  | 0                  | 0                  |               |               |               |               |             |             |             |             | 22       | 0      | 2           | 0          |
| P. Bjerke            | 0           | 0           | 0           | 0           | 0                  | 0                  | 0                  | 0                  |               |               |               |               |             |             |             |             | 0        | 0      | 0           | 0          |
| E. Borch Nash        | 0           | 0           | 0           | 0           | 0                  | 0                  | 0                  | 0                  |               |               |               |               |             |             |             |             | 0        | 0      | 0           | 0          |
| R. Espejord          | 18          | 5           | 0           | 0           | 0                  | 0                  | 0                  | 0                  |               |               |               |               |             |             |             |             | 18       | 5      | 0           | 0          |
| M. Gamst Pedersen    | 29          | 1           | 3           | 0           | 3                  | 0                  | 0                  | 0                  |               |               |               |               |             |             |             |             | 32       | 1      | 3           | 0          |
| S. Grønli            | 5           | 0           | 1           | 0           | 2                  | 1                  | 0                  | 0                  |               |               |               |               |             |             |             |             | 7        | 1      | 1           | 0          |
| J. Gundersen         | 15          | 1           | 1           | 0           | 0                  | 0                  | 0                  | 0                  |               |               |               |               |             |             |             |             | 15       | 1      | 1           | 0          |
| M. Holmgren Pedersen | 17          | 0           | 0           | 1           | 2                  | 0                  | 0                  | 0                  |               |               |               |               |             |             |             |             | 19       | 0      | 0           | 1          |
| M. Ingebrigtsen      | 10          | 1           | 1           | 0           | 2                  | 1                  | 0                  | 0                  |               |               |               |               |             |             |             |             | 12       | 2      | 1           | 0          |
| E. Jacobsen          | 0           | 0           | 0           | 0           | 0                  | 0                  | 0                  | 0                  |               |               |               |               |             |             |             |             | 0        | 0      | 0           | 0          |
| A. Jenssen           | 19          | 1           | 6           | 0           | 3                  | 0                  | 0                  | 0                  |               |               |               |               |             |             |             |             | 22       | 1      | 6           | 0          |
| R. Johansen          | 0           | 0           | 0           | 0           | 0                  | 0                  | 0                  | 0                  |               |               |               |               |             |             |             |             | 0        | 0      | 0           | 0          |
| J. Karlstrøm         | 14          | -25         | 0           | 0           | 2                  | -2                 | 0                  | 0                  |               |               |               |               |             |             |             |             | 16       | -27    | 0           | 0          |
| O. Kjærgaard         | 2           | 0           | 0           | 0           | 2                  | 3                  | 0                  | 0                  |               |               |               |               |             |             |             |             | 4        | 3      | 0           | 0          |
| G. Kongshavn         | 16          | -33         | 4           | 0           | 1                  | -1                 | 0                  | 0                  |               |               |               |               |             |             |             |             | 17       | -34    | 4           | 0          |
| A. Mikkelsen         | 2           | 0           | 0           | 0           | 1                  | 1                  | 0                  | 0                  |               |               |               |               |             |             |             |             | 3        | 1      | 0           | 0          |
| L. Nilsen            | 23          | 1           | 3           | 0           | 3                  | 1                  | 0                  | 0                  |               |               |               |               |             |             |             |             | 26       | 2      | 3           | 0          |
| J. Pirinen           | 26          | 2           | 3           | 0           | 3                  | 0                  | 0                  | 0                  |               |               |               |               |             |             |             |             | 29       | 2      | 3           | 0          |
| B. Rojas             | 9           | 0           | 0           | 0           | 3                  | 2                  | 0                  | 0                  |               |               |               |               |             |             |             |             | 12       | 2      | 0           | 0          |
| E. Smith             | 11          | 0           | 2           | 0           | -                  | -                  | -                  | -                  |               |               |               |               |             |             |             |             | 11       | 0      | 2           | 0          |
| A. Sokol             | 9           | 0           | 2           | 0           | 1                  | 0                  | 0                  | 0                  |               |               |               |               |             |             |             |             | 10       | 0      | 2           | 0          |
| B. Solhaug Fiabema   | 1           | 0           | 0           | 0           | 0                  | 0                  | 0                  | 0                  |               |               |               |               |             |             |             |             | 1        | 0      | 0           | 0          |
| T. Stabell           | 1           | 0           | 0           | 0           | 1                  | 0                  | 1                  | 0                  |               |               |               |               |             |             |             |             | 2        | 0      | 1           | 0          |
| R. Taylor            | 28          | 4           | 3           | 0           | 3                  | 0                  | 0                  | 0                  |               |               |               |               |             |             |             |             | 31       | 4      | 3           | 0          |
| O. Valakari          | 29          | 7           | 4           | 0           | 3                  | 0                  | 0                  | 0                  |               |               |               |               |             |             |             |             | 32       | 7      | 4           | 0          |
| S. Wangberg          | 24          | 2           | 5           | 0           | 1                  | 0                  | 0                  | 0                  |               |               |               |               |             |             |             |             | 25       | 2      | 5           | 0          |